# ルーシー・パッカー
ルーシー・パッカー(Lucy Packer、2000年2月2日 - ）は、イングランドの女子ラグビーユニオン選手。

## プロフィール
- イングランド・アンマンフォード出身[1]。
- ポジションはスクラムハーフ(SH)。
- 身長 161cm、体重 55kg
- 7人制女子ウェールズ代表に選ばれたことがある。

## 略歴
2022年、ラグビーワールドカップ2021の女子イングランド代表に選ばれて、レッド・ローズ2大会連続準優勝に貢献。